# فلاديمير ميركولوف
فلاديمير ميركولوف هو لاعب كرة قدم روسي في مركز الهجوم، ولد في 9 يونيو 1989. لعب مع لوخ إينيرجيا فلاديفوستوك.

## وصلات خارجية
- فلاديمير ميركولوف على موقع قاعدة بيانات كرة القدم.إي يو (الإنجليزية)
- فلاديمير ميركولوف على موقع Soccerway.com (الإنجليزية)